# Nunnavuori
Le Nunnavuori est une colline située dans les quartiers de Kaerla et Runosmäki à Turku en Finlande.

## Présentation
Nunnavuori est une colline s'élevant à plus de 63 mètres d'altitude. 
La coline est située dans le quartier de Kaerla et en partie dans le quartier de Runosmäki, entre le quartier résidentiel de Runosmäki et le centre sportif d'Impivaara. Un sentier de randonnée fait le tour des pieds de la colline.
Au sommet de Nunnavuori se trouve le pirunpelto (en français : champ du diable), qui est le plus grand champ de pierres de Turku et est en place depuis 7 500 ans. 
Les champs du diable sont associés à une légende selon laquelle le diable a placé lui-même les pierres. 
Le champ du diable de Nunnavuori est protégé par la loi sur la conservation de la nature,,.
Sur les pentes de Nunnavuori, on peut trouver des galets de rivage du dernier stade de développement de la mer Baltique, la mer à Littorines.

## Étymologie
Le mot "nunna" vient d'un mot dialectal du sud-ouest qui signifie géant. 
Selon la légende, un géant vivant sur Nunnavuori a jeté le rocher Pallivahankivi à son emplacement actuel.

## Galerie

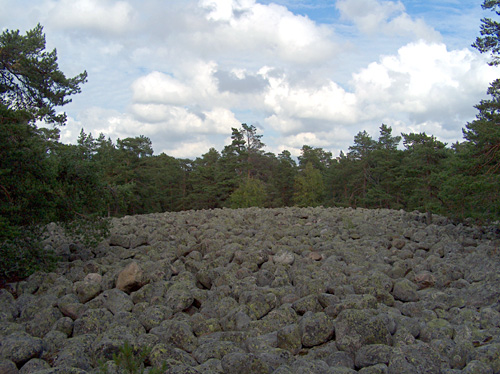
Le champ du diable.
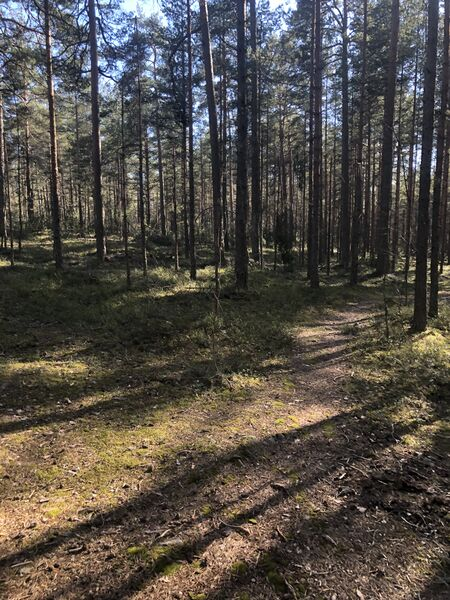
Forêt autour de Nunnavuori.